# القرية (صيدا)
القرية  هي إحدى القرى اللبنانية من قرى قضاء صيدا في محافظة الجنوب.